# 崔滌
崔涤（7世纪？—726年），唐朝官员，出自博陵崔氏安平房，崔仁师之孙，崔挹之子，崔湜之弟，崔液从弟。
崔涤多智善辩，喜欢谐谑，李隆基担任临淄王，与他与同里相居。李隆基出任潞州，宾友饯行都在长安城门停止，只有崔涤送到华州。李隆基即位为玄宗，更加宠昵崔涤。玄宗将诛萧至忠等，崔涤对崔湜说：“主上若有所问，不得有所隐瞒。”崔湜不从，及见玄宗，对问失旨。太平公主之乱平定后，萧至忠等被诛，崔湜流放岭外，不久赐死。玄宗厚待崔涤，用他为秘书监。开元二年（714年），欲追赠其父崔挹为吏部尚书，宰相认为不可，于是改用四品礼葬，赠和州刺史。崔涤出入禁中，侍从皇帝左右，与诸王侍宴不让席，有时还坐在宁王之上，玄宗为他改名崔澄。因其性情滑稽善辩，玄宗害怕他泄漏禁中语，以“慎密”二字亲自写在笏端。跟随玄宗东封泰山还京，加金紫光禄大夫，封安喜县子。开元十四年（726年）去世，赠兗州刺史。